# Schöpstal
Schöpstal est une commune de Saxe (Allemagne), située dans l'arrondissement de Görlitz, dans le district de Dresde.

## Personnalités liées à la ville
- Theodor von Bernhardi (1802-1885), historien mort à Kunnersdorf.
- Ilse Geisler (1941-), lugeuse née à Kunnersdorf.